# Gyula Kiss (calciatore 1916)
Gyula Kiss (Budapest, 4 maggio 1916 – Budapest, 12 dicembre 1959) è stato un calciatore ungherese, di ruolo attaccante.

## Caratteristiche tecniche
Giocava nel ruolo di mezzala destra.

## Carriera
Giocò tutta la carriera nel Ferencváros, con cui vinse 3 campionati ungheresi (1938, 1940, 1941), 3 Coppe di Ungheria (1935, 1942, 1943) ed 1 Coppa dell'Europa Centrale (1937).

## Statistiche

### Cronologia presenze e reti in nazionale
| Cronologia completa delle presenze e delle reti in nazionale ― Ungheria | Cronologia completa delle presenze e delle reti in nazionale ― Ungheria | Cronologia completa delle presenze e delle reti in nazionale ― Ungheria | Cronologia completa delle presenze e delle reti in nazionale ― Ungheria | Cronologia completa delle presenze e delle reti in nazionale ― Ungheria | Cronologia completa delle presenze e delle reti in nazionale ― Ungheria | Cronologia completa delle presenze e delle reti in nazionale ― Ungheria | Cronologia completa delle presenze e delle reti in nazionale ― Ungheria |
| Data                                                                    | Città                                                                   | In casa                                                                 | Risultato                                                               | Ospiti                                                                  | Competizione                                                            | Reti                                                                    | Note                                                                    |
| ----------------------------------------------------------------------- | ----------------------------------------------------------------------- | ----------------------------------------------------------------------- | ----------------------------------------------------------------------- | ----------------------------------------------------------------------- | ----------------------------------------------------------------------- | ----------------------------------------------------------------------- | ----------------------------------------------------------------------- |
| 22-9-1935                                                               | Budapest                                                                | Ungheria                                                                | 1 – 0                                                                   | Cecoslovacchia                                                          | Coppa Internazionale 1933-1935                                          | -                                                                       |                                                                         |
| 14-11-1937                                                              | Budapest                                                                | Ungheria                                                                | 2 – 0                                                                   | Svizzera                                                                | Coppa Internazionale 1936-1938                                          | -                                                                       |                                                                         |
| Totale                                                                  |                                                                         | Presenze                                                                | 2                                                                       |                                                                         | Reti                                                                    | 0                                                                       |                                                                         |

## Palmarès

### Club

#### Competizioni nazionali
- Campionato ungherese: 3

Ferencvaros: 1937-1938, 1939-1940, 1940-1941
- Coppa d'Ungheria: 4

Ferencvaros: 1934-1935, 1941-1942, 1942-1943, 1943-1944

#### Competizioni internazionali
- Coppa dell'Europa Centrale: 1

Ferencvaros: 1937